# Damià d'Efes
Damià (Damianus, Damianós Δαμιανός) fou un retòric grec nascut a Efes i contemporani de Filostrat que el va visitar a Efes. Era membre d'una família important de la ciutat. Fou deixeble d'Adrià i d'Eli Aristides; va ensenyar retòrica a la seva ciutat i va morir als 60 anys. Molta gent venia de lluny per visitar-lo a Efes.